# In Zghmir
In Zghmir (in caratteri arabi: ان زغمير) è una città dell'Algeria facente parte del distretto di Zaouiet Kounta, nella provincia di Adrar.